# Lakeside (condado de San Patricio, Texas)
Lakeside es un pueblo ubicado en el condado de San Patricio en el estado estadounidense de Texas. En el Censo de 2010 tenía una población de 312 habitantes y una densidad poblacional de 315,35 personas por km².

## Geografía
Lakeside se encuentra ubicado en las coordenadas 28°6′11″N 97°51′40″O / 28.10306, -97.86111. Según la Oficina del Censo de los Estados Unidos, Lakeside tiene una superficie total de 0.99 km², de la cual 0.99 km² corresponden a tierra firme y (0%) 0 km² es agua.

## Demografía
Según el censo de 2010, había 312 personas residiendo en Lakeside. La densidad de población era de 315,35 hab./km². De los 312 habitantes, Lakeside estaba compuesto por el 95.83% blancos, el 0.32% eran afroamericanos, el 0% eran amerindios, el 0% eran asiáticos, el 0% eran isleños del Pacífico, el 1.92% eran de otras razas y el 1.92% pertenecían a dos o más razas. Del total de la población el 44.23% eran hispanos o latinos de cualquier raza.